# Лобцов, Павел Евгеньевич
Павел Евгеньевич Лобцов (укр. Павло Лобцов; 9 января 1988, Харьков) — украинский футболист, полузащитник .

## Биография
В 2006 году попал в «Харьков». За два с половиной года пребывания в Харькове, Лобцов провел 62 матча за дублирующий состав команды и забил в них 6 мячей. Также играл за «Харьков-2», во второй лиги. При этом каждый из тренеров, возглавлявших «Харьков», подключал Павла к тренировкам с основой командой. В матчах чемпионата Украины его так ни разу и не включили в заявку на матч. Зато ему дали сыграть в розыгрыше Кубка Украины в матче «Ворскла» — «Харьков» (2:0).
В январе 2008 года прошёл недельный просмотр в команде «Гомель», подписал контракт.